# أندرياس فرانز
أندرياس فرانز (بالألمانية: Andreas Franz)‏ (27 يونيو 1897 فورث ألمانيا - 2 مايو 1970 فورث ألمانيا) هو لاعب كرة قدم ألماني سابق كان يلعب كمهاجم.

## روابط خارجية
- أندرياس فرانز على موقع قاعدة بيانات كرة القدم.إي يو (الإنجليزية)
- أندرياس فرانز على موقع بيانات كرة القدم. دي إي (الألمانية)
- أندرياس فرانز على موقع ناشيونال فوتبول تيمز (الإنجليزية)
- أندرياس فرانز على موقع عالم كرة القدم.نت (الإنجليزية)